# Calendarul egiptean
Vechiul calendar egiptean avea anul de 365 zile și era împărțit în 12 luni a câte 30 de zile fiecare, plus cinci zile suplimentare (epagomenae din cuvântul grec ἐπαγόμεναι, pronunțându-se: eapgomenɑi) la sfârșitul anului. Lunile erau împărțite în trei săptămâni, iar o săptămână avea 10 zile. Deoarece anul egiptean era aproximativ cu un sfert de zi mai scurt decât anul solar și evenimentele stelare nu se produceau la aceeași dată calendaristică, este menționat și ca Annus Vagus sau „An Rătăcitor”.

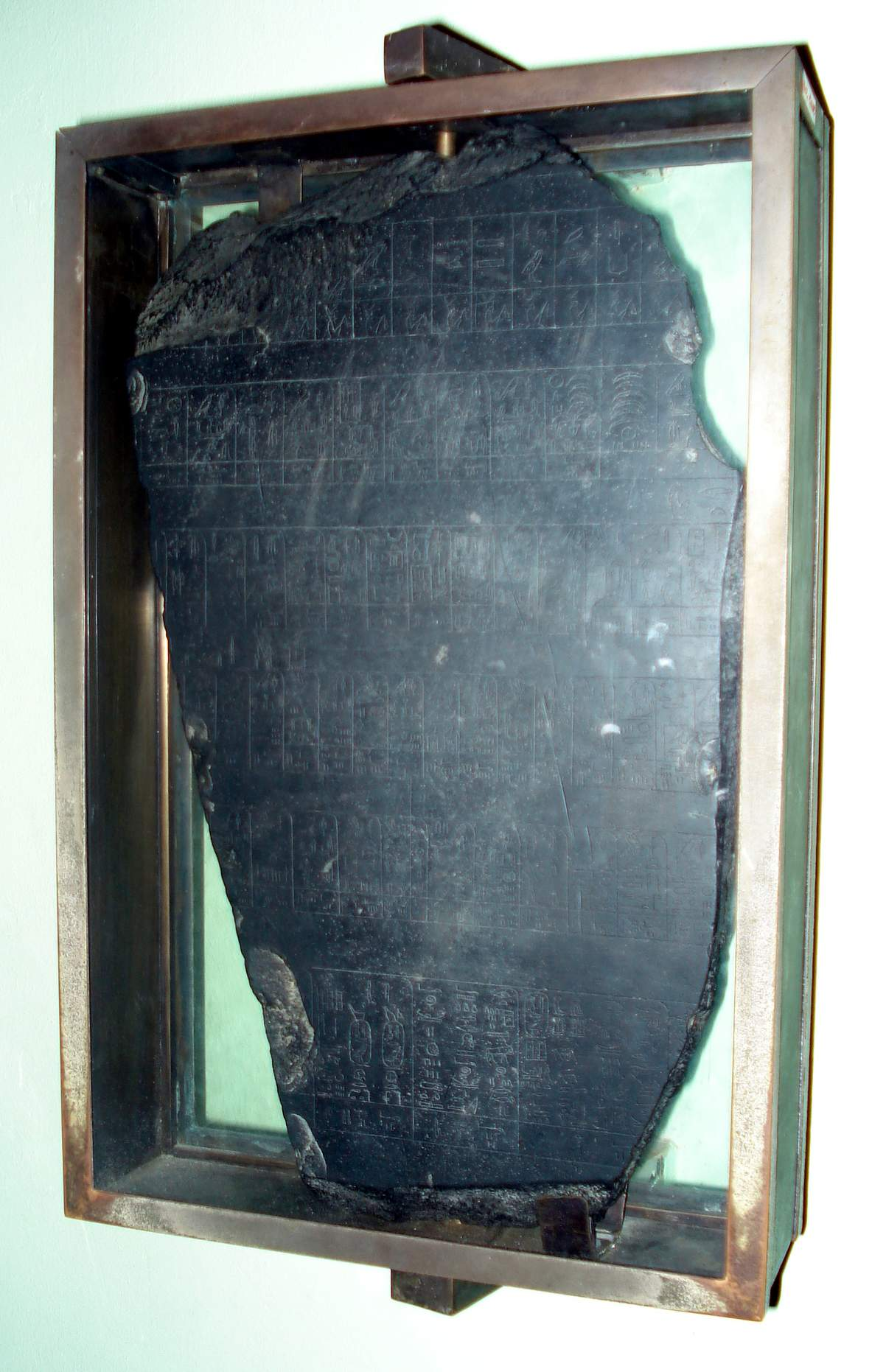
Piatra de la Palermo, un fragment din Anualele regal egiptene, aflat la Muzeul din Palermo, Italia.

Egiptul antic a avut un alt calendar diferit în timpul Vechiului Regat, cu anul de 320 zile după cum se menționează pe Piatra de la Palermo.

## Utilizarea timpurie
O tabletă din timpul domniei faraonului Djer din Prima Dinastie (c. 3000 î.Hr.) a făcut ca primii egiptologi să declare faptul că egiptenii stabiliseră deja în aceea perioadă o legătură între răsăritul heliacal a stelei Sirius (egipteană „Sopdet”, grecește „Sothis”) și începutul anului. Cu toate acestea, o analiză mai recentă a scenei imagini de pe acest comprimat a pus la îndoială dacă acesta de fapt se referă la Sothis. Cunoștințele actuale despre această perioadă rămâne o chestiune de speculație mai mult decât fapt stabilite exact.

## Calendarul reformat
| Nr.  | Numele Sezoanelor | Regatul Mijlociu | Noul Regat     | Greacă     | Coptă     | Araba egipteană | Araba egipteană |
| Nr.  | Numele Sezoanelor | Regatul Mijlociu | Noul Regat     | Greacă     | Coptă     | Scriere latină  | Scriere Arabă   |
| ---- | ----------------- | ---------------- | -------------- | ---------- | --------- | --------------- | --------------- |
| I    | Primul Akhet      | Tekh             | Dhwt           | Thoth      | Thout     | Tout            | توت             |
| II   | Al Doilea Akhet   | Menhet           | Pa-n-ip.t      | Phaophi    | Paopi     | Baba            | بابه            |
| III  | Al Treilea Akhet  | Hwt-hwr          | Hwt-hwr        | Athyr      | Hathor    | Hatour          | هاتور           |
| IV   | Al Patrulea Akhet | Ka-hr-ka         | Ka-hr-ka       | Choiak     | Koiak     | Kiahk           | (كياك (كيهك     |
| V    | Primul Peret      | Sf-bdt           | Ta-'b          | Tybi       | Tobi      | Touba           | طوبه            |
| VI   | Al Doilea Peret   | Rekh wer         | Mḫyr           | Mechir     | Meshir    | Amshir          | أمشير           |
| VII  | Al Treilea Peret  | Rekh neds        | Pa-n-amn-htp.w | Phamenoth  | Paremhat  | Baramhat        | برمهات          |
| VIII | Al Patrulea Peret | Renwet           | Pa-n-rnn.t     | Pharmouthi | Paremoude | Baramouda       | برموده          |
| IX   | Primul Shemu      | Hnsw             | Pa-n-ḫns.w     | Pachon     | Pashons   | Bashans         | بشنس            |
| X    | Al Doilea Shemu   | Hnt-htj          | Pa-n-in.t      | Payni      | Paoni     | Ba'ouna         | بئونه           |
| XI   | Al Treilea Shemu  | Ipt-hmt          | Ipip           | Epiphi     | Epip      | Abib            | أبيب            |
| XII  | Al Patrulea Shemu | Wep-renpet       | Msw-r'         | Mesore     | Mesori    | Mesra           | مسرا            |